# Britta Steck
Britta Steck (* 4. August 1965) ist eine deutsche Politikerin (Bündnis 90/Die Grünen). 

## Leben
Vom 18. Juni 2011 bis April 2013 war sie gemeinsam mit Uwe Diederichs-Seidel Landessprecherin von Bündnis 90/Die Grünen Rheinland-Pfalz. Sie war zuvor von 1992 bis 1996  und von 2001 bis 2011 Schatzmeisterin im Landesvorstand ihrer Partei. Von 2000 bis 2010 war sie Sprecherin im Ortsverband Bernkastel-Kues und ab 2004 bis 2010 auch Fraktionsvorsitzende im Verbandsgemeinderat dieses Ortes. Bei der Bundestagswahl 2009 trat sie als Direktkandidatin im Wahlkreis Mosel/Rhein-Hunsrück sowie auf Platz 7 der Landesliste an. Sie lebt in Gornhausen im Hunsrück.